# مدیولانوم (شرکت)
مدیولانوم (به ایتالیایی: Mediolanum) شرکت خدمات مالی ایتالیایی است، که دفتر مرکزی آن در شهر باسیگیلو، میلان مستقر می‌باشد.
این شرکت در سال ۱۹۸۲ توسط انیو دوریس تأسیس شد. در حال حاضر دوریس مدیر عامل اجرایی شرکت مدیولانوم است و همچنان با مالکیت بیش از ۴۰٪ از سهام آن، بزرگترین سهامدار شرکت محسوب می‌شود.
دومین سهامدار بزرگ مدیولانوم سیلویو برلوسکونی است، که بیش از ۳۶ درصد از سهام این شرکت را از طریق شرکت فین‌اینوست، در اختیار دارد.
شرکت مدیولانوم در زمینه ارائه خدمات بانکداری، بیمه عمر و صندوق‌های سرمایه‌گذاری مشترک فعالیت می‌کند و تمرکز اصلی آن در بخش بانکداری خرد بوده و عمده خدمات خود را به افراد و خانواده‌ها ارائه می‌نماید. بخشی از سهام این شرکت در بازار بورس ایتالیا معامله می‌شود.